# Bojongmengger
Bojongmengger is een bestuurslaag in het regentschap Ciamis van de provincie West-Java, Indonesië. Bojongmengger telt 6155 inwoners (volkstelling 2010).